# Marc-Oliver Schuster
Marc-Oliver Schuster (* 1974 in Gifhorn), auch bekannt als Katze, ist ein deutscher Autor, Moderator und Slampoet.

## Wirken
1999 gründete Schuster gemeinsam mit Misha Verollet das Bielefelder Autorenkollektiv „Popkombinat“, aus dem schließlich der „Writeclub“ entsprang. Seit 2003 tritt Schuster mit Kurzgeschichten und Lyrik bei Poetry Slams auf, zuvor hat er bereits als Kreativer, unter anderem als Autor für die Harald Schmidt Show sowie als Moderator beim RTL Shop, gearbeitet. Sein Alter Ego „Katze“ wird seit 2009 von Markus Freise illustriert. 2010 erreichte er in Bielefeld das Finale des NRW-Slams, 2013 war er Mitorganisator der deutschsprachigen Poetry-Slam-Meisterschaften in Bielefeld, dem größten Bühnenliteraturfestival des Jahres. In Ostwestfalen ist er verantwortlich für die Kneipenquiz-Reihe „Katzequiz mit Kneipe“, darüber hinaus moderiert er diverse Poetry Slams sowie weitere Kulturveranstaltungen, etwa in Detmold, Bad Salzuflen, Bielefeld, Lippstadt und Paderborn. Gemeinsam mit Karsten Strack veröffentlicht Schuster diverse sogenannte „Wortposter“ mit regionalen Vokabeln.
Marc-Oliver Schuster lebt derzeit in Detmold und arbeitet zusätzlich als Stadionführer beim DSC Arminia Bielefeld.

## Auszeichnungen
- Gewinner des WDR Poetry Slams
- „Storyteller-Award“ bei den deutschsprachigen Slam-Meisterschaften
- „Bester Alternativer Act“ bei der Fritz Nacht der Talente
- Finalist beim „NRW-Slam“ 2010 in Bielefeld
- „Stern des Jahres“ für die Mitorganisation des „Slam 2013“[10]

## Veröffentlichungen
- Minu Hedayati-Aliabadi, Martina Pfeiler (Hrsg.): Pott Meets Poetry: Die erste illustrierte Slam-Anthologie des Ruhrgebiets. Lektora-Verlag, 2013, ISBN 978-3-95461-011-2.
- Karsten Strack, Marc-Oliver Schuster (Hrsg.): Erzählte Mitte: Paderborner Geschichtentagebuch. Lektora-Verlag, 2013, ISBN 978-3-938470-97-8.
- Marc-Oliver Schuster, Markus Freise: Katzequiz. Mit Fußball. Lektora-Verlag, 2014, ISBN 978-3-95461-022-8.
- Katze (Marc-Oliver Schuster): Die Freiheit der Gesamtheit. In: This Book is Tocotronic: Ein Lesebuch. Leander Wissenschaft, 2013, ISBN 978-3-9815368-3-6.